# Heller Alpenbläuling

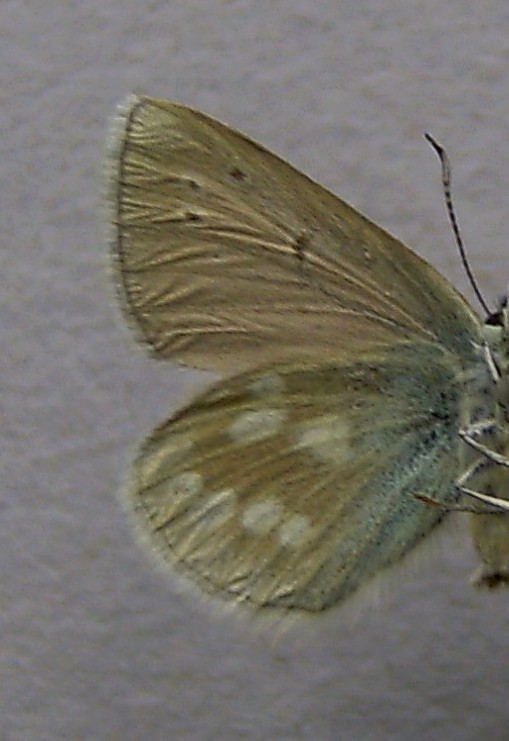
Flügelunterseite des Hellen Alpenbläulings

Der Helle Alpenbläuling (Agriades orbitulus, Syn.: Plebejus orbitulus, häufig fälschlich auch Plebeius orbitulus geschrieben) ist ein Schmetterling (Tagfalter) aus der Familie der Bläulinge (Lycaenidae).

## Merkmale

### Falter
Die Falter erreichen eine Flügelspannweite von etwa 21 bis 25 Millimetern. Die Flügeloberseiten sind bei den Männchen zeichnungslos hell kobaltblau, bei den Weibchen braun, jedoch in der Basalregion oftmals mehr oder weniger blau bestäubt. Die Vorderflügel enden am Apex sehr spitz. Beide Geschlechter sind durch auffällige weiße Flecke auf der ansonsten blass graubraunen Flügelunterseite eindeutig zuzuordnen.

### Ei, Raupe, Puppe
Das Ei ist rein weiß und hat eine wabenartige Struktur an der Oberfläche. Die erwachsenen Raupen sind von grüner Farbe, haben eine dunklere Rückenlinie sowie kurze, weißliche Haare. Die Puppe ist grün gefärbt und hat am Rücken sehr kurze, bräunliche Haare.

## Vorkommen
Der Helle Alpenbläuling kommt in den mitteleuropäischen Alpen, in Norwegen, Schweden und dem Südural vor, in den Alpen in Höhenlagen zwischen 1000 und 2700 Metern, in Norwegen und Schweden gebietsweise auch zwischen 800 und 1200 Metern.

## Lebensweise
Die Falter fliegen in einer Generation, in den Alpen im Juli und August sowie in den nordischen Ländern im Juni und Juli. Sie sind in der Hauptsache auf steilen, blütenreichen Hängen anzutreffen, oftmals sehr lokal auf Kurzrasenflächen zwischen Geröll und Felsen. Die Raupen ernähren sich von Alpen-Tragant (Astragalus alpinus) oder Gletscher-Tragant (Astragalus frigidus). Die jungen Raupen überwintern.

## Gefährdung und Schutz
In Deutschland kommt die Art nur in den bayerischen Alpen vor, weshalb sie auf der Roten Liste gefährdeter Arten in Kategorie R (Art mit geographischer Restriktion) klassifiziert ist.